# Nicolas Isimat-Mirin
Nicolas Isimat-Mirin (ur. 15 listopada 1991 w Meudon) – francuski piłkarz pochodzenia gwadelupskiego występujący na pozycji obrońcy. Od 2019 roku zawodnik Toulouse FC, do którego jest wypożyczony z Beşiktaş.

## Kariera klubowa
Isimat-Mirin był zatrudniony przez Isimat-INF Clairefontaine między 2004 a 2007. Następnie był zatrudniony przez Stade Rennais, wstąpił do centrum szkoleniowego w roku 2007. Dwa lata spędził w Wielkiej Brytanii i nie jest zatrzymywany przez klub.
Isimat-Mirin następnie dołączył do Valenciennes FC, który właśnie otworzył swoje centrum szkoleniowe w 2009. W 2013 roku młody gracz przeszedł do klubu AS Monaco. W 2014 roku został wypożyczony do PSV Eindhoven.
| Sezon   | Klub              | Kraj    | Rozgrywki | Mecze | Bramki | Rozgrywki Europy | Mecze | Bramki |
| ------- | ----------------- | ------- | --------- | ----- | ------ | ---------------- | ----- | ------ |
| 2009/10 | Valenciennes FC B | Francja | CFA 2     | 1     | 0      | –                | –     | –      |
| 2010/11 | Valenciennes FC   | Francja | Ligue 1   | 10    | 0      | –                | –     | –      |
| 2011/12 | Valenciennes FC   | Francja | Ligue 1   | 34    | 1      | –                | –     | –      |
| 2012/13 | Valenciennes FC   | Francja | Ligue 1   | 29    | 0      | –                | –     | –      |
| 2013/14 | AS Monaco         | Francja | Ligue 1   | 31    | 6      | –                | –     | –      |

Stan na: 25 czerwca 2014 r.

## Kariera reprezentacja
Isimat-Mirin grał w młodzieżowych reprezentacjach Francji w wielu kategoriach wiekowych.